# Olympische Jugend-Sommerspiele 2014/Teilnehmer (Suriname)
| Gelbes Symbol für Goldmedaillen mit stilisierten Olympischen Ringen | Graues Symbol für Silbermedaillen mit stilisierten Olympischen Ringen | Braundes Symbol für Bronzemedaillen mit stilisierten Olympischen Ringen |
| ------------------------------------------------------------------- | --------------------------------------------------------------------- | ----------------------------------------------------------------------- |
| 1                                                                   | —                                                                     | —                                                                       |

Die Jugend-Olympiamannschaft aus Suriname für die II. Olympischen Jugend-Sommerspiele vom 16. bis 28. August 2014 in Nanjing (Volksrepublik China) bestand aus sechs Athleten.

## Athleten nach Sportarten

### Badminton
Mädchen
- Rugshaar Ishaak
Einzel: 25. Platz
Mixed: 17. Platz (mit Max Weißkirchen  Deutschland)

### Leichtathletik
Jungen
- Dave Pika
Weitsprung: 10. Platz
8 × 100 m Mixed: 62. Platz
- Miguel van Assen
Dreisprung: Gold 
8 × 100 m Mixed: 21. Platz

### Schwimmen
| Mädchen - Brienne Renfurm 50 m Rücken: 35. Platz 100 m Rücken: 33. Platz | Jungen - Zuhayr Pigot 50 m Freistil: 24. Platz 100 m Freistil: 30. Platz 50 m Schmetterling: 17. Platz 100 m Schmetterling: 14. Platz |

### Taekwondo
Jungen
- Alessandro Getrouw
Klasse bis 63 kg: 5. Platz